# 鹿島田
鹿島田（かしまだ）は、神奈川県川崎市幸区の町名。現行行政地名は鹿島田1丁目から鹿島田3丁目。住居表示実施済み区域。

## 地理
川崎市幸区北部、日吉出張所管内に位置する。幸区新川崎・小倉・下平間・新塚越、中原区の大倉町・苅宿・市ノ坪・上平間・田尻町と隣接する。南武線鹿島田駅と横須賀線新川崎駅が置かれ、駅周辺は商業地として利用されるが、それ以外は住宅地として利用されている。

### 地価
住宅地の地価は、2024年（令和6年）7月1日時点の神奈川県地価調査によれば、鹿島田2-7-25の地点で41万6000円/m²となっている。

## 歴史

### 地名の由来
鹿島神社に寄進する神田に由来する。

### 沿革
- 1889年（明治22年）4月1日 橘樹郡鹿島田村が南加瀬村、小倉村、矢上村、駒林村、駒ケ橋村、箕輪村と合併して日吉村が成立。その大字となる。
- 1927年（昭和2年）3月9日 南武鉄道（現在のJR東日本南武線）が開通。字田尻に鹿島田駅が設置される。
- 1929年（昭和4年）8月21日 品鶴線（貨物線）開通。新鶴見操車場が完成。
- 1937年（昭和12年）4月1日 日吉村が横浜市と川崎市に分割編入され、鹿島田は川崎市の大字となる。
- 1972年（昭和47年）4月1日 川崎市が政令指定都市に昇格し、新設された幸区の大字となる。
- 1974年（昭和49年）10月15日 大字北加瀬・苅宿と共に三菱ふそうトラック・バス（当時三菱重工業）の工場敷地（字上通・関西・西耕地・下田向・宮城野の各一部）を分離して大倉町を設置。
- 1980年（昭和55年）10月1日 字向島の新鶴見操車場の隣接地に、品鶴線を旅客化した横須賀線の新川崎駅が開設される。
- 2002年（平成14年）8月7日 鹿島田字向嶋の一部（東芝ダイカスト跡地）が新塚越となる[7]。
- 2007年（平成19年）12月15日 字向島及び宮城野の旧操車場跡地が、新設された新川崎に編入される。
- 2012年（平成24年）11月19日 住居表示を実施し、大字鹿島田を廃して新たに鹿島田1～3丁目の三町が設置される[8]。 
  - 鹿島田1丁目 字向島の全域及び字田尻・宮城野の一部 （小倉・下平間と一部境界変更を実施）
  - 鹿島田2丁目 字宮城野の大部分及び田尻・中村の各一部
  - 鹿島田3丁目 字上通・関面・西耕地・川向の全域及び中村・田尻の各一部 （中原区市ノ坪と一部境界変更を実施）

### 鹿島大神
鹿島田2丁目に立地する。「鹿島大神社」、「鹿島神社」とも称される。「鹿島田大神社」は近年地図などに見られる表記であり、縁起からみれば誤用ともいえる。主祭神は鹿島大神（武甕槌神）香取大神（経津主神）。本地佛は釈迦座像。鹿島田幼稚園を併設。創建は鎌倉時代とされる。元々は現在の新川崎駅ホーム北端に位置する場所に小高い丘があり、そこに鹿島神社があったが、新鶴見操車場の敷地となり、建設工事のため現在地に移設された。毎年10月初旬には鹿島大神祭りが行われる。

## 世帯数と人口
2025年（令和7年）6月30日現在（川崎市発表）の世帯数と人口は以下の通りである。
| 丁目        | 世帯数    | 人口    |
| ----------- | --------- | ------- |
| 鹿島田1丁目 | 1,559世帯 | 2,893人 |
| 鹿島田2丁目 | 1,244世帯 | 2,381人 |
| 鹿島田3丁目 | 1,343世帯 | 2,468人 |
| 計          | 4,136世帯 | 7,742人 |

### 人口の変遷
国勢調査による人口の推移。
| 年                 | 人口  |
| ------------------ | ----- |
| 1995年（平成7年）  | 6,520 |
| 2000年（平成12年） | 6,170 |
| 2005年（平成17年） | 6,008 |
| 2010年（平成22年） | 5,883 |
| 2015年（平成27年） | 5,859 |
| 2020年（令和2年）  | 7,885 |

### 世帯数の変遷
国勢調査による世帯数の推移。
| 年                 | 世帯数 |
| ------------------ | ------ |
| 1995年（平成7年）  | 2,998  |
| 2000年（平成12年） | 2,967  |
| 2005年（平成17年） | 2,913  |
| 2010年（平成22年） | 2,946  |
| 2015年（平成27年） | 3,186  |
| 2020年（令和2年）  | 3,966  |

## 学区
市立小・中学校に通う場合、学区は以下の通りとなる（2025年4月時点）。
| 丁目        | 番・番地等     | 小学校               | 中学校             |
| ----------- | -------------- | -------------------- | ------------------ |
| 鹿島田1丁目 | 1番            | 川崎市立東小倉小学校 | 川崎市立塚越中学校 |
| 鹿島田1丁目 | 16～21番       | 川崎市立下平間小学校 | 川崎市立塚越中学校 |
| 鹿島田1丁目 | 2～15番        | 川崎市立日吉小学校   | 川崎市立日吉中学校 |
| 鹿島田2丁目 | 7～26番        | 川崎市立日吉小学校   | 川崎市立日吉中学校 |
| 鹿島田2丁目 | 1～6番         | 川崎市立平間小学校   | 川崎市立平間中学校 |
| 鹿島田3丁目 | 7番            | 川崎市立平間小学校   | 川崎市立平間中学校 |
| 鹿島田3丁目 | 1～6番 8～24番 | 川崎市立日吉小学校   | 川崎市立日吉中学校 |

## 事業所
2021年（令和3年）現在の経済センサス調査による事業所数と従業員数は以下の通りである。
| 丁目        | 事業所数  | 従業員数 |
| ----------- | --------- | -------- |
| 鹿島田1丁目 | 171事業所 | 2,890人  |
| 鹿島田2丁目 | 44事業所  | 252人    |
| 鹿島田3丁目 | 46事業所  | 272人    |
| 計          | 261事業所 | 3,414人  |

### 事業者数の変遷
経済センサスによる事業所数の推移。
| 年                 | 事業者数 |
| ------------------ | -------- |
| 2016年（平成28年） | 262      |
| 2021年（令和3年）  | 261      |

### 従業員数の変遷
経済センサスによる従業員数の推移。
| 年                 | 従業員数 |
| ------------------ | -------- |
| 2016年（平成28年） | 8,384    |
| 2021年（令和3年）  | 3,414    |

## 交通

### 鉄道
- 南武線鹿島田駅ならびに横須賀線新川崎駅がある。

### バス
川崎市バス、臨港バス、東急バスが乗り入れている。
川崎市バス
- 川83系統が新川崎駅のみ乗り入れる。川崎駅西口より正教寺前・塚越・東小倉を経て新川崎駅に乗り入れ、杉山神社入口・夢見ヶ崎動物公園前・江川町・小倉下町を経由した後杉山神社前を経て再び新川崎駅に乗り入れる。以降はもと来た経路に合流しそのまま川崎駅西口へ至る循環系統である。また、上平間からの出庫系統となる江川町行が鹿島田3丁目にある平間駅入口を通る。
- 川66系統が上平間と鹿島田3丁目にある平間駅入口を経由して、井田病院と結んでいる。

臨港バス
- 川60系統が新川崎駅・鹿島田駅の両方に乗り入れる。川崎駅西口から正教寺前・塚越・明治橋を経て鹿島田駅に乗り入れる（手前の鹿島田駅入口で折り返す系統もある）。続いて新川崎駅に乗り入れ、鹿島田陸橋から北加瀬・木月四丁目・元住吉・三菱ふそう前を経て北加瀬でもと来た経路に合流し、新川崎駅・鹿島田駅と乗り入れた後往路と別れ下平間に向かい、明治橋で再度往路と合流しそのまま川崎駅西口へ至る循環系統である。川60系統は鹿島田駅入口で折り返す系統が大半となり、2023年11月1日以降は鹿島田駅前・新川崎駅に乗り入れるのは平日2往復、休日4往復のみとなっている[20]。鹿島田駅入口バス停は新塚越にあり、鹿島田駅入口で折り返す系統は鹿島田1～3丁目には乗り入れない。

東急バス
- 川31・川32・川33の各系統が府中街道上を運行するが、両駅には乗り入れない。川崎駅ラゾーナ広場（ラゾーナ川崎前）と小杉駅東口・高津駅前・川崎市民ミュージアム・溝の口駅間を結ぶ。東急バスの鹿島田バス停は鹿島田駅から離れた場所にあり、川崎駅ラゾーナ広場行のバス停は下平間にある。かつては鹿島田線（川崎駅～日吉駅）も運行されていた。

### 道路
- 国道409号（通称・府中街道）

## その他

### 日本郵便
- 郵便番号 : 212-0058[3]（集配局 : 川崎港郵便局[21]）

### 警察
町内の警察の管轄区域は以下の通りである。
| 丁目        | 番・番地等                       | 警察署   | 交番・駐在所   |
| ----------- | -------------------------------- | -------- | -------------- |
| 鹿島田1丁目 | 下記以外                         | 幸警察署 | 鹿島田駅前交番 |
| 鹿島田1丁目 | 横須賀線等用地西側境界線より西側 | 幸警察署 | 北加瀬交番     |
| 鹿島田2丁目 | 横須賀線等用地西側境界線より西側 | 幸警察署 | 北加瀬交番     |
| 鹿島田2丁目 | 上記以外                         | 幸警察署 | 鹿島田駅前交番 |
| 鹿島田3丁目 | 全域                             | 幸警察署 | 鹿島田駅前交番 |